# Leuchtturm Oberfeuer Blankenese
Der Leuchtturm Oberfeuer Blankenese bildet seit dem 29. November 1984 zusammen mit dem Leuchtturm Unterfeuer Blankenese die Richtfeuerlinie Blankenese für elbaufwärts fahrende Schiffe. Der erste, 1983 erbaute Leuchtturm war bis 2020 in Betrieb und wurde dann durch einen anderen ersetzt und abgerissen, da die Richtfeuerlinie im Rahmen der Elbvertiefung um 125 m nach Süden verlegt wurde.

## Beschreibung

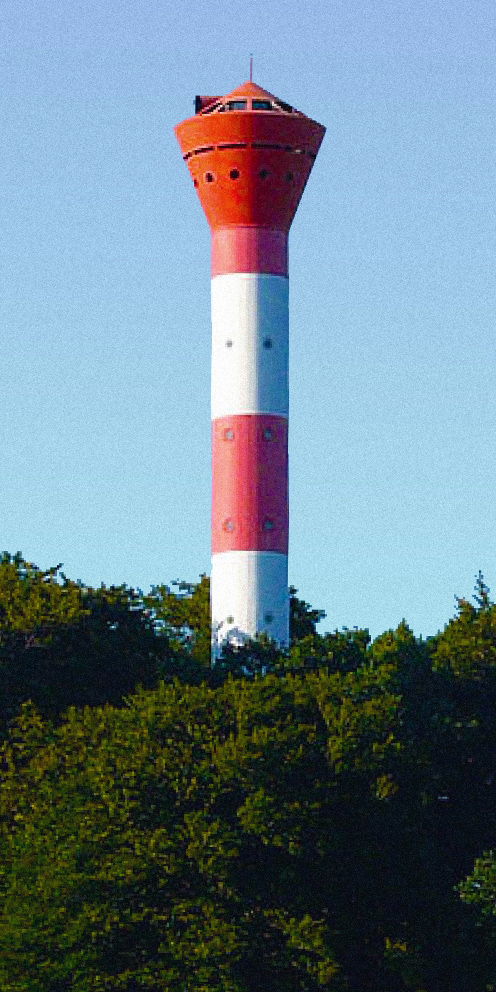
Der alte Turm (2008)

Der alte, 40 Meter hohe, weiß-rot gestreifte Betonturm mit rotem Stahllaternenhaus wurde 1983 gebaut. Er stand in Baurs Park auf dem Kanonenberg, rund 1.340 Meter vom Unterfeuer entfernt. Das elf Tonnen schwere Laternenhaus wurde mit Hilfe eines Mobilkranes montiert. Aufgrund seiner Höhe verfügte der Turm über eine Hindernis-Befeuerung für den Luftverkehr. 
Der seit 2020 in Betrieb befindliche, rot-weiß gestreifte Leuchtturm ist 62 m hoch und steht am Mühlenberger Jollenhafen in Nienstedten. Mit seinen 62,25 m Höhe ist er der vierthöchste Leuchtturm in Deutschland. Im Oktober 2020 wurde der alte Leuchtturm außer Betrieb genommen und abgerissen, um Verwechslungen mit dem neuen Oberfeuer zu vermeiden.
Der Leuchtturm wird von der nautischen Zentrale Seemannshöft ferngesteuert.